# Eccellenza Puglia
Il campionato di Eccellenza Puglia, colloquialmente abbreviato in Eccellenza e ufficialmente denominato Eccellenza Signorbet.News dalla stagione 2024-2025 per ragioni di sponsorizzazione, è il quinto livello calcistico del calcio italiano organizzato nella regione dal comitato FIGC referente.
Tale competizione si svolge tradizionalmente mediante un girone unico al termine del quale, in base al posizionamento in classifica viene promossa una squadra nella Serie D (il massimo campionato dilettantistico prima chiamato "Interregionale") e retrocesse una o più in Promozione. Le altre promozioni e retrocessioni vengono decretate da play-off e play-out rispettivamente dal 1994-1995 e 2005-2006, ma almeno nel caso dei play-off la vittoria degli stessi apre la strada ai play-off nazionali che, se vinti, portano alla promozione in Serie D. D'altro canto, il numero di retrocessioni è molto variabile ed è spesso condizionato dal numero di retrocessioni delle squadre pugliesi partecipanti alla Serie D.

## Partecipazioni per squadra
Sono 111 i club che hanno preso parte alle 35 edizioni del campionato di Eccellenza Puglia giocate dal 1991-1992 al 2025-2026 (in grassetto le 20 partecipanti al torneo in corso).
- 21: Massafra

- 18: Gallipoli

- 17: Maglie, Ostuni

- 14: Bisceglie, Castellana, Corato, Galatina, Lucera, Manduria, Trani

- 13: Atletico Vieste, Barletta

- 12: Francavilla, Manfredonia, Novoli

- 11: Bitonto, Casarano, Castellaneta, Copertino, Unione Calcio Bisceglie

- 10: Atletico Tricase, Ginosa, Team Altamura[1], Victoria Locorotondo

- 9: Audace Cerignola, Brindisi, Grottaglie, Mola[2], Otranto, Squinzano

- 8: Atletico Racale, Fasano, Taurisano

- 7: Nardò, San Paolo Bari, Terlizzi

- 6: Canosa, Molfetta Sportiva[3], Noicattaro, Ugento

- 5: Martina, Molfetta Calcio[4], Noci, Polimnia, Ruvo, San Giorgio Apricena, San Marco in Lamis, Torremaggiore,  San Severo

- 4: Atletico Acquaviva, Avetrana, Foggia Incedit, Gravina, Mesagne, Monopoli, Monte Sant'Angelo, Orta Nova, Putignano, Real Siti, Stella Jonica, Trepuzzi

- 3: Arboris Belli, Borgorosso Molfetta, Brilla Campi, Conversano, Hellas Taranto, Libertas Molfetta, San Pancrazio Salentino, Sogliano, Spinazzola, Sudest[5], Virtus Matino, Virtus Mola

- 2: Altamura, Aradeo, Ascoli Satriano, Audace Barletta, Campi Salentina, Deghi, Fortis Altamura, Galatone, Latiano, Liberty, Molfetta Calcio (1999)[6], Sava, Tuglie, Victoria Bari, Virtus Francavilla, Virtus Martano

- 1: Audax San Cassiano, Boys Brindisi, Capurso, Carovigno, Ceglie Messapica, Città di Gallipoli, Fidelis Andria, Japigia, Leonessa Altamura, Leporano, Leverano, Liberty Molfetta, Maruggio, Montalbano di Fasano, Omnia Bitonto, Palagianello, Pro Trepuzzi, Rutigliano, San Pietro Vernotico, Surbo, Taranto, Trinitapoli

## Albo d'oro
| Stagione | Campionato         | Promosso ai play-off nazionali | Partecipa ai play-off nazionali | Stagione | Coppa Italia Eccellenza | Coppa Italia Dilettanti |
| -------- | ------------------ | ------------------------------ | ------------------------------- | -------- | ----------------------- | ----------------------- |
| 1991-92  | Noci               |                                |                                 | 1991-92  | Noci                    | 1º turno                |
| 1992-93  | Toma Maglie        |                                |                                 | 1992-93  | Campi Salentina         | Semifinale              |
| 1993-94  | San Severo         |                                | Pro Italia Galatina             | 1993-94  | San Severo              | Quarti di finale        |
| 1994-95  | Massafra           |                                | Ostuni                          | 1994-95  | Trepuzzi                | Quarti di finale        |
| 1995-96  | Martina            |                                | Barletta                        | 1995-96  | Noicattaro              | Semifinale              |
| 1996-97  | Noicattaro         | Rutigliano                     |                                 | 1996-97  | Noicattaro              | Vincitore               |
| 1997-98  | Aradeo             | Barletta                       |                                 | 1997-98  | Squinzano               | Finalista               |
| 1998-99  | Virtus Locorotondo | Manfredonia                    |                                 | 1998-99  | Taurisano               | Finalista               |
| 1999-00  | Ostuni             | Brindisi                       |                                 | 1999-00  | Castellaneta            | Quarti di finale        |
| 2000-01  | Grottaglie         | Manduria                       |                                 | 2000-01  | Castellaneta            | 1º turno                |
| 2001-02  | Soccer Trani       | Noicattaro                     |                                 | 2001-02  | San Paolo Bari          | 1º turno                |
| 2002-03  | Bitonto            |                                | Ruvo                            | 2002-03  | Francavilla             | Quarti di finale        |
| 2003-04  | Gallipoli          |                                | Ostuni                          | 2003-04  | San Paolo Bari          | Finalista               |
| 2004-05  | Monopoli           | Brindisi                       |                                 | 2004-05  | Team Altamura           | Finalista               |
| 2005-06  | Barletta           |                                | Fasano                          | 2005-06  | Lucera                  | 1º turno                |
| 2006-07  | Fasano             |                                | Audace Cerignola                | 2006-07  | Francavilla             | 1º turno                |
| 2007-08  | Francavilla        |                                | Bisceglie                       | 2007-08  | Francavilla             | 1º turno                |
| 2008-09  | Casarano           | Ostuni                         |                                 | 2008-09  | Casarano                | Vincitore               |
| 2009-10  | Nardò              | Soccer Trani                   |                                 | 2009-10  | Nardò                   | Quarti di finale        |
| 2010-11  | Martina            |                                | Bisceglie                       | 2010-11  | Monopoli                | Semifinale              |
| 2011-12  | Monopoli           |                                | Audace Cerignola                | 2011-12  | Bisceglie               | Vincitore               |
| 2012-13  | San Severo         | Manfredonia                    |                                 | 2012-13  | Audace Cerignola        | Finalista               |
| 2013-14  | Gallipoli          | Fidelis Andria                 |                                 | 2013-14  | Casarano                | Quarti di finale        |
| 2014-15  | Virtus Francavilla | Nardò                          |                                 | 2014-15  | Virtus Francavilla      | Vincitore               |
| 2015-16  | Gravina            |                                | Team Altamura                   | 2015-16  | Gravina                 | Quarti di finale        |
| 2016-17  | Audace Cerignola   | Team Altamura                  |                                 | 2016-17  | Team Altamura           | Quarti di finale        |
| 2017-18  | Fasano             | Omnia Bitonto                  |                                 | 2017-18  | Soccer Trani            | Finalista               |
| 2018-19  | Casarano           | Brindisi                       |                                 | 2018-19  | Casarano                | Vincitore               |
| 2019-20  | Molfetta Calcio    |                                |                                 | 2019-20  | Corato                  | Annullata               |
| 2020-21  | Virtus Matino      |                                |                                 | 2020-21  | Annullata               | Non assegnata           |
| 2021-22  | Barletta           | Martina                        |                                 | 2021-22  | Barletta                | Vincitore               |
| 2022-23  | Manfredonia        | Città di Gallipoli             |                                 | 2022-23  | Manfredonia             | 1º turno                |
| 2023-24  | Ugento             |                                | Bisceglie                       | 2023-24  | Manduria                | Quarti di finale        |
| 2024-25  | Barletta           |                                | Canosa                          | 2024-25  | Barletta                | Finalista               |
| 2025-26  |                    |                                |                                 | 2025-26  |                         |                         |

## Titoli per squadra
| Squadra            | Titoli | Stagioni                        |
| ------------------ | ------ | ------------------------------- |
| Barletta           | 3      | 2005-2006, 2021-2022, 2024-2025 |
| Martina            | 2      | 1995-1996, 2010-2011            |
| San Severo         | 2      | 1993-1994, 2012-2013            |
| Gallipoli          | 2      | 2003-2004, 2013-2014            |
| Monopoli           | 2      | 2004-2005, 2011-2012            |
| Fasano             | 2      | 2006-2007, 2017-2018            |
| Casarano           | 2      | 2008-2009, 2018-2019            |
| Noci               | 1      | 1991-1992                       |
| Toma Maglie        | 1      | 1992-1993                       |
| Massafra           | 1      | 1994-1995                       |
| Noicattaro         | 1      | 1996-1997                       |
| Aradeo             | 1      | 1997-1998                       |
| Locorotondo        | 1      | 1998-1999                       |
| Ostuni             | 1      | 1999-2000                       |
| Grottaglie         | 1      | 2000-2001                       |
| Soccer Trani       | 1      | 2001-2002                       |
| Bitonto            | 1      | 2002-2003                       |
| Francavilla        | 1      | 2007-2008                       |
| Nardò              | 1      | 2009-2010                       |
| Virtus Francavilla | 1      | 2014-2015                       |
| Gravina            | 1      | 2015-2016                       |
| Audace Cerignola   | 1      | 2016-2017                       |
| Molfetta Calcio    | 1      | 2019-2020                       |
| Virtus Matino      | 1      | 2020-2021                       |
| Manfredonia        | 1      | 2022-2023                       |
| Ugento             | 1      | 2023-2024                       |

## Primato Coppa
| Squadra            | Titoli | Stagioni                        |
| ------------------ | ------ | ------------------------------- |
| Francavilla        | 3      | 2002-2003, 2006-2007, 2007-2008 |
| Casarano           | 3      | 2008-2009, 2013-2014, 2018-2019 |
| Noicattaro         | 2      | 1995-1996, 1996-1997            |
| Castellaneta       | 2      | 1999-2000, 2000-2001            |
| San Paolo Bari     | 2      | 2001-2002, 2003-2004            |
| Team Altamura      | 2      | 2004-2005, 2016-2017            |
| Barletta           | 2      | 2021-2022, 2024-2025            |
| San Severo         | 1      | 1993-1994                       |
| Trepuzzi           | 1      | 1994-1995                       |
| Squinzano          | 1      | 1997-1998                       |
| Taurisano          | 1      | 1998-1999                       |
| Lucera             | 1      | 2005-2006                       |
| Nardò              | 1      | 2009-2010                       |
| Monopoli           | 1      | 2010-2011                       |
| Bisceglie          | 1      | 2011-2012                       |
| Audace Cerignola   | 1      | 2012-2013                       |
| Virtus Francavilla | 1      | 2014-2015                       |
| Gravina            | 1      | 2015-2016                       |
| Soccer Trani       | 1      | 2017-2018                       |
| Corato             | 1      | 2019-2020                       |
| Manfredonia        | 1      | 2022-2023                       |
| Manduria           | 1      | 2023-2024                       |

## Record
- Record di presenze consecutive nella categoria dalla sua creazione nel 1991: Vieste, 12 campionanti consecutivi dal 2010-2011 al 2021-2022.